# سوارکاری در المپیک تابستانی ۲۰۰۸
سوارکاری در بازی‌های المپیک تابستانی ۲۰۰۸ نام رویداد ورزش سوارکاری در بازی‌های المپیک تابستانی بود که در سال ۲۰۰۸ برگزار شد. این مسابقات از ۹ تا ۲۱ اوت در هنگ کنگ برگزار شد.

## کشورهای شرکت کننده
بیش تر از ۲۰۰ ورزشکار از ۴۱ کشور در این مسابقات به رقابت با یک دیگر پرداختند.

## جدول مدال‌ها
| رتبه | کشور                      | طلا | نقره | برنز | مجموع |
| ۱    | آلمان (GER)               | ۳   | ۱    | ۱    | ۵     |
| ۲    | ایالات متحده آمریکا (USA) | ۱   | ۱    | ۱    | ۳     |
| ۳    | کانادا (CAN)              | ۱   | ۱    | ۰    | ۲     |
| ۳    | هلند (NED)                | ۱   | ۱    | ۰    | ۲     |
| ۵    | استرالیا (AUS)            | ۰   | ۱    | ۰    | ۱     |
| ۵    | سوئد (SWE)                | ۰   | ۱    | ۰    | ۱     |
| ۷    | بریتانیای کبیر (GBR)      | ۰   | ۰    | ۲    | ۲     |
| ۸    | دانمارک (DEN)             | ۰   | ۰    | ۱    | ۱     |
| ۸    | سوئیس (SUI)               | ۰   | ۰    | ۱    | ۱     |